# Eucyclopera plagidisca
Eucyclopera plagidisca là một loài bướm đêm thuộc phân họ Arctiinae, họ Erebidae.